# جيسيكا فولي
جيسيكا فولي (بالإنجليزية: Jessica Foley)‏ (20 أبريل 1983 في أستراليا - ) هي لاعبة كرة سلة أسترالية في مركز هجوم صغير الجسم. لعبت مع Adelaide Lightning ‏.

## وصلات خارجية
- جيسيكا فولي على موقع الاتحاد الدولي لكرة السلة (الإنجليزية)
- جيسيكا فولي على موقع كرة السلة الأوروبية.كوم (الإنجليزية)
- جيسيكا فولي على موقع كلية كرة السلة في سبورتس رفرنس.كوم (الإنجليزية)
- جيسيكا فولي على موقع سبورتس رفرنس (الإنجليزية)
- جيسيكا فولي على موقع AustralianFootball.com (الإنجليزية)